# Vítězná
Obec Vítězná se nachází v okrese Trutnov, kraj Královéhradecký, severovýchodně od Dvora Králové nad Labem. Aktuálně zde žije přibližně 1 500 obyvatel. Obec vznikla sloučením několika původně samostatných obcí (Kocléřov, Huntířov a další) v roce 1961. Více než polovinu katastrálního území tvoří lesy.

## Historie
První písemná zmínka o obci pochází z roku 1360 z doby vnitřní slovanské kolonizace. V té době v Kocléřově stála tvrz. Později byla obec osídlena především německým obyvatelstvem.[zdroj?]

## Památky
- Kostel svatého Jana Nepomuckého v centru Huntířova. Novogotický kostel byl postaven v letech 1888 – 1907. V letech 2009-2010 byl spolu s okolím (hřiště, hřbitov) zrekonstruován z prostředků fondů EU. Prostor je v současnosti využíván pro konání výstav, koncertů a jiných akcí. Konala se tu například výstava obrazů Matěje Čadila Podkrkonoší známé i neznámé.[4]
- Poutní místo Panny Marie – v lese mezi Kocléřovem a Hájemstvím se nachází poutní areál u studánky zasvěcený Panně Marii. Areálu dominuje novorománský kostel Navštívení Panny Marie z konce 19. století. U kostela vede Křížová cesta se čtrnácti zastaveními zobrazenými na litinových deskách, doplněná kaplí Getsemanskou a kaplí Božího hrobu. Dále je tu kaplička u pramene.[5]
- Tvrz v Kocléřově – po tvrzi již dnes nejsou téměř žádné stopy
- Smírčí kříž v Huntířově před kostelem sv Jana Nepomuckého
- Kostel svatého Václava v Kocléřově. Barokní kostel z roku 1720, do nynější podoby přestavěn roku 1807, stojí na místě gotického kostela z roku 1359[6]
- kaple Nejsvětější Trojice v Záboří z roku 1923
- kaple v Novém Záboří z roku 1873

## Části obce
- Bukovina
- Hájemství
- Huntířov
- Kocléřov
- Komárov
- Nové Záboří
- Záboří